# Karin Grüger
Karin Grüger (* 1956) ist eine deutsche Schauspielerin, Synchronsprecherin und -regisseurin.

## Werdegang
Grüger ist seit Ende der 1970er Jahre als Schauspielerin und Synchronsprecherin tätig. Bekannt wurde sie vor allem durch die Synchronisation von Lynda Carter in der US-amerikanischen Fernsehserie Wonder Woman; in der Folge Wonder Woman der elften Staffel von Two and a Half Men synchronisierte sie den Part von Lynda Carter ebenfalls. Sie führte auch regelmäßig Dialogregie, u. a. für die sechste Staffel der Netflix-Serie Orange Is the New Black.

## Synchronrollen (Auswahl)
Kathy Baker
- 1990–2010: als Camille Peterson in Law & Order
- 1999: als Hannah Curtis in Law & Order: Special Victims Unit
- 1999: als Ruth Doyle in Wenn nicht ein Wunder geschieht
- 2000–2007: als Mia in Gilmore Girls
- 2002–2009: als Sylvia Fairbourn in Monk
- 2007: als Bernadette in Der Jane Austen Club
- 2011: als Wendy Paulson in Too Big to Fail – Die große Krise
- 2013: als Therapeutin in Anklage: Mord – Im Namen der Wahrheit
- 2016–2018: als Joanne in The Ranch

Lynda Carter
- 1975–1979: als Wonder Woman/Diana Prince in Wonder Woman (Synchronisation: 1992)
- 1990–2010: als Lorraine Dillon in Law & Order
- 2001–2011: als Moira Sullivan in Smallville
- 2003–2006: als Summer Kirkland in Hope & Faith
- 2003–2015: als Lynda Carter in Two and a Half Men
- 2005: als Direktorin Powers in Sky High – Diese High School hebt ab!
- 2015–2021: als Präsident Olivia Marsdin in Supergirl

Gail O’Grady
- 2003–2015: als Mandi in Two and a Half Men
- 2005–2010: als Karen Westen in Ghost Whisperer – Stimmen aus dem Jenseits
- 2005–2019: als Krystall Richards in Criminal Minds
- 2011–2015: als Stevie Grayson in Revenge

Cynthia Stevenson
- 2003: als Mrs. Banks in Agent Cody Banks
- 2004: als Mrs. Banks in Agent Cody Banks 2: Mission London

### Filme
- 1983: Pamela Salem als Miss Moneypenny in Sag niemals nie (Neue Szene)
- 1983: Judy Loe als Krankenschwester in Der Sinn des Lebens (DVD-Synchronisation: 2003)
- 1986: Kay Heberle als Ruthie in Psycho III
- 1988: Tracy Reiner als Assistentin in Stirb langsam
- 1990: Sherry Bilsing als Stewardess in Stirb langsam 2
- 1993: Noelle Bou-Sliman als Myoelectric-Technikerin in Auf der Flucht
- 1997: Jenette Goldstein als Irish Mommy in Titanic
- 2010: Mimi Kennedy als Sarahs Mutter in Stichtag
- 2017: Phoebe Nicholls als Tante Helen in Transformers: The Last Knight
- 2018: Fiona Ramsay als WCKD Mitglied in Maze Runner – Die Auserwählten in der Todeszone

### Serien
- 1957–1966: verschiedene Figuren in Perry Mason (Synchronisation: 1990–1992)
- 1959–1973: verschiedene Figuren in Bonanza
- 1976–1981: verschiedene Figuren in Drei Engel für Charlie
- 1983: Grace Lee Whitney in Hart aber herzlich
- 1986–1995: verschiedene Figuren in Matlock
- 1987–1994: verschiedene Figuren in Raumschiff Enterprise – Das nächste Jahrhundert (TV-Synchronisation)
- 1988–1991: Patricia Parris als Christopher Robins Mutter in Neue Abenteuer mit Winnie Puuh
- 1993–2001: verschiedene Figuren in Diagnose: Mord
- 1996–2005: Karri Turner als Harriet Sims in JAG – Im Auftrag der Ehre
- 2002–2009: verschiedene Figuren in Monk

## Hörspiele (Auswahl)
- 1981: Angelika Stein: Das schlagartige Ende der Jugend einer jungen Frau oder Ein Fall Krebs – Regie: Jörg Jannings (RIAS)
- 1981–84: Michael Koser: Professor van Dusen ermittelt (4 Folgen) – Regie: Rainer Clute (Original-Hörspiele, RIAS)